# Chimarra rossi
Chimarra rossi är en nattsländeart som beskrevs av Bueno-soria 1985. Chimarra rossi ingår i släktet Chimarra och familjen stengömmenattsländor. Inga underarter finns listade i Catalogue of Life.